# Japan van A tot Z

Locatie van Japan

## A
Aanval op Pearl Harbor -
Abashiri -
Abe Keiko -
Abe Komei -
Abe-Star -
Abe Tomoe -
Abigail (band) -
Abiko -
Acura -
Adams William -
Adatara -
Adventure World -
Aero-Ellipse -
Aerox R -
Ah! My Goddess! -
Aichi,prefectuur -
Aichi D3A -
Aikibudo -
Aikido -
Aino (taal) -
Aino (volk) -
Aiwa -
Akashi-Kaikyo-brug -
Akihito -
Akira (anime) -
Akishino -
Akita, prefectuur -
Akita, stad -
Akita, hond -
Albirex Niigata -
All Nippon Airways -
Amagasaki Station -
Amaterasu -
An (2015) -
Ando Miki -
Ando Momofuku -
Ando Tadao -
Andon (lantaarn) -
Anime -
Animeconventie -
Anko (pasta) -
Annei -
Anoetsjina -
Anpan -
Antai-ji -
Aoba -
Aogashima -
Aoki Mayumi -
Aokigahara -
Aomori, prefectuur -
Aomori, stad -
Aoshima Hiroshi -
Asahara Shoko -
Asahi (bier) -
Asahi (Chiba) -
Asama Maru -
ASCII Corporation -
Ashigaru - 
Ashikaga Takauji -
Ashikaga Yoshimitsu -
ASICS -
Ashikaga Yoshimitsu -
Aso (Kumamoto) -
Aspergillus oryzae -
Atari -
Atemi -
Aum Shinrikyo -
Aziatische Spelen 1958 -
Aziatische Spelen 1994 -
Aziatische Winterspelen 1986 -
Aziatische Winterspelen 1990 -
Aziatische Winterspelen 2003 -
Azumi (film) -
Azumi (manga) -
Azumi 2: Death or Love

## B
Baai van Tokio -
Bakuryuu Sentai Abaranger -
Bandai -
Bantōba -
Banzai! -
Battle Fever J -
Battle Royale (2000) -
Battle Royale (manga) -
Battousai -
Beker van de keizer -
Bende van Vijf -
Betacam -
Japanse Binnenzee -
Biwameer -
Bleach -
Jan Cock Blomhoff -
Blu-ray -
Bo (vechtstok) -
Bockscar -
Boeddhisme in Japan -
Bogu -
Boken -
Bombardement op Tokio -
Bonbori -
Bonin-eilanden -
Bonsai -
Boshinoorlog -
Bridgestone -
Budo -
Bukkake -
Bushido

## C
Candy Candy -
Canon (bedrijf) -
Capsulehotel -
Cardcaptor Sakura -
Carolinen -
Casio -
Central Japan Railway Company -
Cerezo Osaka -
Chabomai -
Chasen -
Chiba, prefectuur -
Chiba, stad -
JEF United Chiba -
Chichibu Maru -
Chikyuu Sentai Fiveman -
China (Kagoshima) -
Chinees-Japanse Oorlog, Eerste -
Chinees-Japanse Oorlog, Tweede -
Chiyoda -
Chōchin -
Choshi -
Choudenshi Bioman -
Choujin Sentai Jetman -
Choujuu Sentai Liveman -
Chouriki Sentai Ohranger -
Choushinsei Flashman -
Chrysanthemumorde -
Chuai -
Chubu -
Chugoku -
Chukyo -
Chuo-ku (Kobe) -
Close Your Eyes and Hold Me -
Columbia Pictures -
Columbia TriStar Motion Picture Group -
Compact disc -
Compile (computerspelbedrijf) -
Cosplay

## D
Dag van het natuurgroen -
Dai Sentai Goggle V -
Daihatsu -
Daimyo -
Dan (graad) -
Date -
Kimiko Date -
De Liefde -
Decretaal gedesigneerde stad -
Dejima -
Democratische Partij (Japan) -
Dengeki Sentai Changeman -
Denji Sentai Megaranger -
Denshi Sentai Denziman -
Digital audio tape -
Dir En Grey -
Districten van Japan -
Dodenspoorlijn -
Dodesukaden -
Hendrik Doeff -
Dogū -
Dohyō -
Doraemon -
Dorayaki -
Dōrō -
Dragon Ball -
Dragonball Z

## E
East Japan Railway Company -
Edo -
Edoperiode -
Eerste Chinees-Japanse Oorlog -
Eilanden,lijst -
Ehime FC -
Ehime -
Emishi -
Emoto Masaru -
Emperor's Cup -
Engine Sentai Go-onger -
Epic Records

## F
Japanse feestdag -
Fuchu -
Fugu (gerecht) -
Fuji -
Fuji, Zesendertig gezichten op de berg -
Fujifilm -
Fujitsu Siemens Computers -
Fujiwara (familie) -
Fujiwara-kyo -
Fukuchiyama-lijn -
Fukuoka (prefectuur) -
Fukuoka Avispa -
Fukuoka (stad) -
Fukushima (prefectuur) -
Funabashi (Chiba) -
Funakoshi Gichin -
Futtsu

## G
Gamba Osaka -
Game Boy -
Geisha -
Gekisou Sentai Carranger -
Gemeenten van Japan -
Gemeentelijke herindelingen in Japan -
Genmei -
Geschiedenis van Japan -
Ginkaku-ji -
Ginzan Onsen -
Ghost in the Shell -
Gi -
Gifu (prefectuur) -
Gifu (stad) -
Ginkgo biloba (Japanse notenboom) -
Giri (Japans) -
Giri choco -
Go (bordspel) -
Go (Japanse film) -
Go-Daigo -
Godori -
Godzilla -
GoGo Sentai Boukenger -
Gosei Sentai Dairanger -
Goshu de Cellist (Sero hiki no Gōshu) -
Yo Goto -
Gorintō -
Groot-Osaka -
Groot-Tokio -
Gunma (prefectuur) -
Gutai-groep

## H
Hagi -
Haiku -
Hakama -
Hanafuda -
Hanazono (Wakayama) -
Handa -
Haneda -
Hashimoto -
Hentai -
Hepburnsysteem -
Toyotomi Hideyoshi -
Hikari Sentai Maskman -
Hiki - Hikigawa (rivier) -
Himeji -
Himeji, kasteel -
Himiko -
Himitsu Sentai Goranger -
Hinamatsuri -
Hino (Tokio)
Hiragana -
Hiroaki Hiraoka (judoka) -
Hirasawa Sadamichi -
Hiratōba -
Hirohito -
Hiroshige Ando -
Hiroshima (prefectuur) -
Hiroshima (stad) -
H.I.S. -
Hisayasu Nagata -
Hogerhuis (Japan) -
Hakkodatunnel -
Hokkaido (eiland/prefectuur) -
Hokkaido (hond) -
Hokuriku -
Hokusai Katsushika -
Hokuto (Hokkaido) -
Hōkyōintō -
Honda Black Bomber -
Honda City -
Honda CX 500-serie -
Honda NSX -
Honda NT 650 V -
Honda S2000 -
Honda SS 50 -
Honda -
Kamato Hongo -
Hongu -
Honne en Tatemae -
Honshu -
Hōtō -
Manabu Horii -
Hiroyuki Hosoda -
Huis ten Bosch (Japan) -
Hyakujuu Sentai Gaoranger -
Hyōgaikanji -
Hyogo (prefectuur)

## I
Ibaraki (prefectuur) -
Ibuka Masaru -
Ichi-go ichi-e -
Ichihara (Chiba) -
Ichikawa (Chiba) -
Ichikawa Kon -
Ichihashi Ari -
Ieyasu Tokugawa -
Ifukube Akira -
Ie (Okinawa) -
Ikebana -
Ikeda Riyoko - 
Ikekomigata tōrō - 
Ikema -
Imagawayaki -
Imamura Shohei -
Inamoto Junichi -
Ine (Kioto) -
Inzai -
Ippon -
Ishi-dōrō -
Ishii Kōki -
Ishikawa (prefectuur) -
ISO 3166-2:JP -
Itabi -
Itabō -
Itatōba -
Itami Hiroyuki -
Itō Itchō -
Itoku -
Iwade -
Iwate (prefectuur) -
Iwate-ichinohetunnel -
Iwo Jima, Landing -
Izakaya -
Izanagi en Izanami -
Izu-eilanden

## J
J.A.K.Q. Dengekitai -
Japan -
Japan Airlines -
Japan Cup -
Japan Football League -
Japans -
Japans schrift -
Japans-China -
Japans Keizerrijk -
Japan-Koreatunnel -
Japans lakwerk -
Japanse cijfers -
Japanse diplomatieke vertegenwoordigers in België -
Japanse jaartelling -
Japanse keizers -
Japanse keuken -
Japanse lantaarn -
Japanse literatuur -
Japanse ministers-presidenten -
Japanse mythologie -
Japanse namen -
Japanse notenboom (Ginkgo biloba) -
Japanse puzzel -
Japanse talen -
Japanse Zee -
Jenglish -
Jimmu -
jinmeiyōkanji - 
Jitō -
Jiujitsu -
J1 League -
J2 League -
J.League Cup -
J-pop -
.jp -
Júbilo Iwata -
Jomonperiode -
jōyōkanji -
Judo -
Jūken Sentai Gekiranger -
JVC

## K
Kabuki -
Kappa (mythisch wezen) -
Kaempfer Engelbert -
Kagaku Sentai Dynaman -
Kagawa (prefectuur) -
Kagemusha -
Kagoshima (prefectuur) -
Kainan -
Kamagaya -
Kami -
Kamikaze -
Kamitonda -
Kammu -
Kamogawa (Chiba) -
Kasa -
Kanagawa (prefectuur) -
Kanji -
Kanmonbrug -
Kanō-school -
Kansai -
Kansai -
Kano Jigoro -
Kanto (regio) -
Karafuto (prefectuur) -
Karate -
Kasatōba -
Kashima (Saga) -
Kashima Antlers -
Kashiwa -
Kashiwa Reysol -
Kata -
Kata Guruma -
Katakana -
Katana -
Katayama Tetsu -
Katsuragi -
Katsushika Oi -
Katsuura -
Kawabata Yasunari -
Kawabe (Wakayama) -
Kawaii -
Kawasaki (stad) -
Kawasaki Frontale -
Kawasaki Heavy Industries -
Kawasaki Zephyr -
Kawate Mitoyo -
Keiretsu -
Keizer van Japan -
Keizerin Koken -
Kendo -
Kenshin Rurouni -
Kenshin Uesugi -
Kernenergiecentrale Fukushima I -
Kernramp van Fukushima -
Kernstad van Japan -
Kii (provincie) -
Kii (schiereiland) -
Kikuchi Naoya -
Kimi Ga Yo -
Kimino -
Kimitsu -
King Kong Escapes -
King Kong vs. Godzilla -
Kinkaku-ji -
Kinokawa -
Kinzoku tōrō -
Kirigami -
Kirishitan-dōrō -
Kisarazu (stad) -
Kitajima Saburo -
Kitakyushu -
Kitano Takeshi -
Kitashitara -
Kitayama -
Kitayamacultuur -
Kiyomizu-dera -
Koan (keizer) -
Kobe -
Metro van Kobe -
Kobe-lijn -
Vissel Kobe -
Kobudo -
Kobun -
Kochi (prefectuur) -
Kodokan -
Koerilen -
Koerilsk -
Kofun -
Koga (Fukuoka) -
kogelvis -
Koi -
Koizumi Junichiro -
Kokura -
Kokutai -
Kokyo -
Komatsushima -
Kon Ichikawa -
Konan (Kochi) -
Konica Minolta -
Konoe Fumimaro -
Koshikijima-eilanden -
Koshinetsu -
Kosho -
Kosuke Kitajima -
Kote gaeshi -
Koto (instrument) -
Kousoku Sentai Turboranger -
Koya -
Koyaguchi -
Kozagawa -
Kubota (Saga) -
Kudoyama -
Kudzu -
Kumamoto (prefectuur) -
Kuni Nagako -
Kunigami -
Kuriyama Chiaki -
Kurosawa Akira -
Kure -
Kurobe (stad) -
Kushimoto -
Kyocera -
Kyokushinkai karate -
Kioto (prefectuur) -
Kioto (stad) -
Metro van Kioto -
Kyoto-protocol -
Kyoto Sanga FC-
Kyouryuu Sentai Zyuranger -
Kyu -
Kyushu -
Kyuukyuu Sentai GoGo-V

## L
Lagerhuis (Japan) -
Landing op Iwo Jima -
Lexus -
Liberaal-Democratische Partij van Japan -
De Liefde -
Lijst van bezittingen van Sony Corporation -
Lijst van Japanse ambassadeurs in België -
Lijst van Japanse keizers -
Lijst van premiers van Japan -
Lijst van steden met tramlijnen in Japan -
Luchthaven Narita

## M
Ai Maeda -
Maeda Aki -
Makoto -
Mario -
Miyazaki Hayao -
Matsui Keiko -
Kenji Mizoguchi -
Mifune Kyuzo -
Ministers-presidenten van Japan (lijst) -
Mahou Sentai Magiranger -
Mana (artiest) -
manga -
mangaka -
Mantsjoekwo -
Maria-dōrō -
Matsudo -
Matsuo Kazumi -
Matsue -
Matsuoka Yosuke -
Matsushita Electric Industrial Co., Ltd. -
Matsuura Aya -
Matsuzaka Daisuke -
Mayuzumi Toshiro -
Mazda -
Mazda MX-5 -
Mazda RX-8 -
Mechagodzilla -
Meiji-restauratie -
Memory Stick -
Merzbow -
Metro van Nagoya -
Metro-Goldwyn-Mayer -
Michio Mamiya -
Midori (likeur) -
Midosuji-lijn -
Midway, Slag 2WO -
Mie (prefectuur) -
Mifune Toshiro -
Miki Paulus -
Mikuru Suzuki -
Minabegawa -
Minamoto no Yoritomo -
Minamoto no Yoshitsune -
Minamoto -
Minidisc -
Minister-president van Japan -
Mirai Sentai Timeranger -
Misato (Akita) -
Misato (Kodama) -
Misato (Saitama) -
Misato (Wakayama) -
Mishima Yukio -
Mito HollyHock -
Mitsubishi Corporation -
Mitsubishi Group -
Mitsubishi Motors -
Mitsubishi Zero -
Mitsuoka -
Miura Kazuyoshi -
Miyagi (prefectuur) -
Michio Miyagi-hal -
Miyako-eilanden -
Miyakojima -
Miyamoto Shigeru -
Miyazaki (prefectuur) -
Miyoshi (Hiroshima) -
Miyoshi Akira -
Mizuki Ichiro -
Mobara -
Mon (heraldiek) -
Montedio Yamagata -
Mokusei tōrō -
Mokutō -
Morning Musume -
MOS Burger -
Muhōtō -
Mukaiyama Tomoko -
Murakami Haruki -
Vredesmuseum van Hiroshima -
M-Wave

## N
Nachikatsuura -
Naga (district) -
Nagano (prefectuur) -
Nagano -
Nagata Hisayasu -
Nagareyama -
Nagasaki (prefectuur) -
Nagasaki -
Yuichi Nagashima -
Nagoya -
Nagoya, kasteel -
Nagoya Grampus Eight -
Naha -
Nakahechi -
Nakamura Mai -
Nakamura Shigenobu -
Nakamura Shuji -
Nakatsu (Wakayama) -
Nanakita -
Nara (prefectuur) -
Nara -
Narashino -
Narita -
Naruhito -
Nashi-peer -
NEC Corporation -
Nemuro -
Nikon (bedrijf) -
Nikko -
Nikko Toshogu -
Ninigi -
Ninja -
Ninja Sentai Kakuranger -
Ninjo - 
Ninpuu Sentai Hurricanger -
Nintendo -
Nippon Budokan -
Nishikigoi -
Nishinomiya -
Nishinomiya, Station -
Nishinoomote -
Nissan Micra -
Nissan (autofabrikant) -
Nissan Primera -
Nissan Skyline -
Nobuhiro Yamamoto -
Nobunaga Oda -
Noda (Iwate) -
Noda (Chiba) -
Noir Fleurir -
Nokami -
Nomikai -
Noren (deurgordijn) -
Nomura Yoshitaro -
No-spel -
Noto (Ishikawa) -
Noto (provincie) -
Nozura-dōrō

## O
Obi (zelfverdediging) -
Obon (festival) -
Odagiri Joe -
Oden (gerecht) -
Oë Kenzaburo -
Offerworp -
Ogata Sadako -
Oikawa Yuya -
Oita (prefectuur) -
Ojin -
Okamoto Kihachi -
Okayama (prefectuur) -
Okhotsk (subprefectuur) -
Okigata tōrō -
Oki-eilanden -
Okinawa (prefectuur) -
Okinawa (stad) -
Okinawa -
Okinawa-eilanden -
Okiya -
Olympische Winterspelen 1972 -
Olympische Winterspelen 1998 -
Olympische Zomerspelen 1964 -
Olympische Zomerspelen 1964 - Gewichtheffen -
Olympische Zomerspelen 2004 - Judo -
Olympische Zomerspelen 1964 - Worstelen -
Olympus Corporation -
Omiya Ardija -
One Piece -
Onna (Okinawa) -
Ono Shinji -
Ono Yoko -
Oost-Chinese Zee -
Origami -
Osaka (stad) -
Osaka, Metro -
Osaka (prefectuur) -
Osaka-ringlijn -
Osaka, station -
Oshima (Kagoshima) -
Oshima Nagisa -
Oto (Wakayama) -
Otomo Katsuhiro -
Otomo Yoshihide -
Overheid van Japan -
Oyama (toneel) -
Ozu Yasujiro

## P
Pantapō -
Paulownia-Zonneorde -
Pearl Harbor -
Perodua -
Philipp Franz von Siebold -
PlayStation -
PlayStation 2 -
PlayStation 3 -
PlayStation 4 -
PlayStation Portable -
PlayStation Vita -
Pocari Sweat -
Pokémon -
Prefecturen van Japan -
Prins Shotoku -
Proces van Tokio -
Progressive Link Mono Suspension -
Provincies van Japan

## R
Radicaal (Chinees schrift) -
Japan Railways -
Rainbow Bridge (Japan) -
Rangers Strike -
Rashomon -
Regio's van Japan -
Rendaku -
Ricoh -
Rijzende Zon, Orde van de -
Rinnoji -
Ritsuryo -
Riukiu-eilanden -
Romaji -
Russisch-Japanse Oorlog -
Ryoan-ji -
Ryokan -
Ryujin

## S

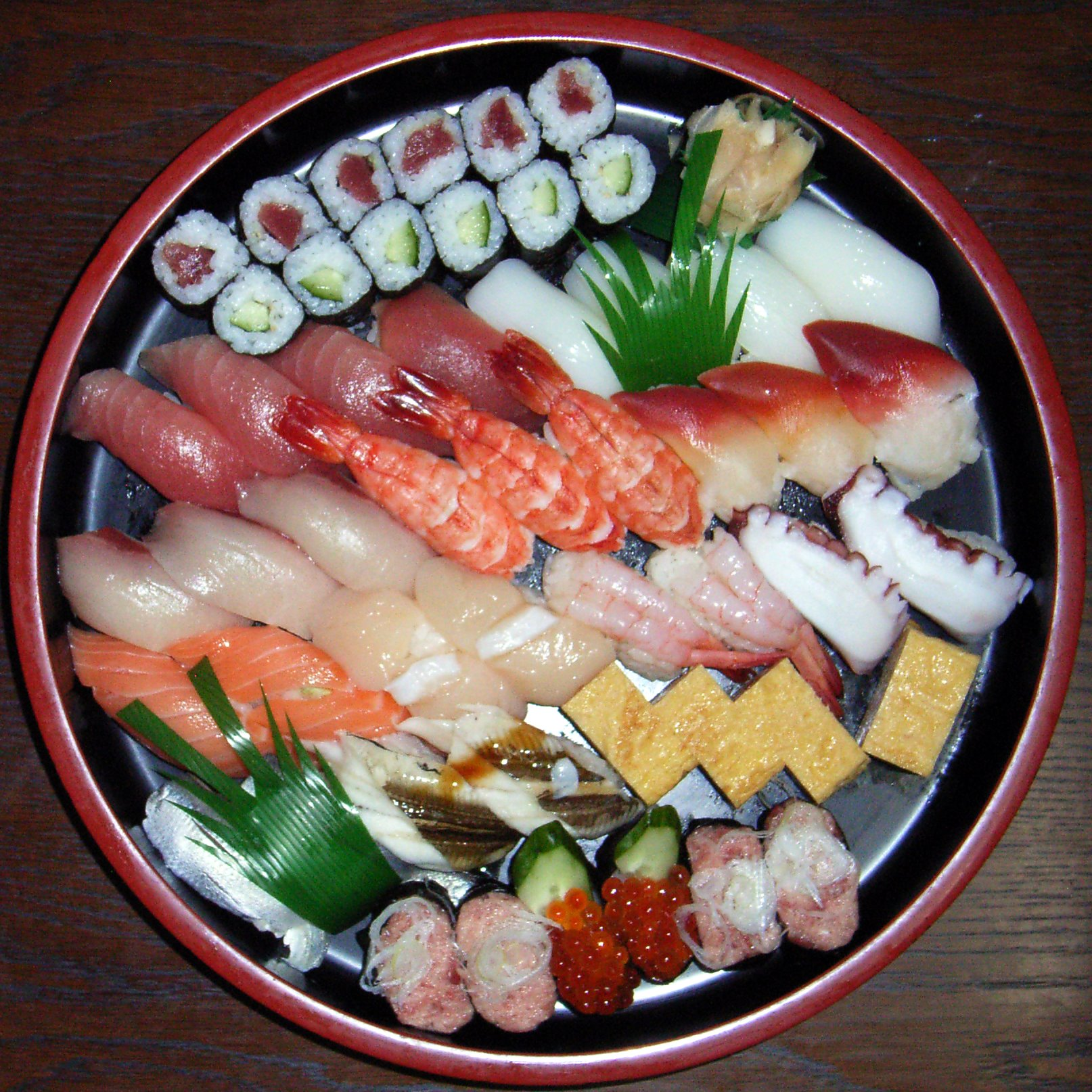
Sushi is een populair gerecht in Japan

Sachiko M -
Sado (eiland) -
Saga (district) -
Saga (prefectuur) -
Saga (stad) -
Sagan Tosu -
Sailor Moon -
Saitama (prefectuur) -
Sakai (Osaka) -
Sakamoto Ryuichi -
Sakana -
Sake -
Sakura -
Samoerai -
Samurai Sentai Shinkenger -
Sagawa Issei -
Sanfrecce Hiroshima -
Sangiin -
Sanyo Electric -
Sanyo Shinkansen -
Sanyo-lijn -
Sapporo -
Sapporo Consadole -
Sashimono (vaandel) -
Sashimono (houtverbinding) -
Satsuma (vrucht) -
Sato Takuma -
Satsumasendai -
Sawara -
Sayako Kuroda -
Seagaia Ocean Dome -
Sega -
Sega Sammy Holdings -
Seigo Asada -
Seijuu Sentai Gingaman -
Seikantunnel -
Seishin -
Seiza -
Sekitō -
Sendai Airport -
Sendai -
Sendai,Vegalta -
Senpai en kōhai -
Sensei -
Seppuku -
Shibuya -
Shiga (prefectuur) -
Shikoku (film) -
Shikoku (hond) -
Shikoku (eiland) -
Shimane (prefectuur) -
Shimizu Hiroyasu -
Shimizu S-Pulse -
Shimonoseki -
Shimotsu -
Shingen Takeda -
Shingu (Wakayama) -
Shinichi Suzuki -
Shinkansen -
Shinohara Makoto -
Shinsengumi -
Shinsuke Nakamura -
Shintoïsme -
Nanki-Shirahama Airport -
Shirahama (Chiba) -
Shirahama (Wakayama) -
Shirakawa -
Shizuoka (prefectuur) -
shogi -
shōgun -
Shomu -
Shonan Bellmare -
Shotoku Taishi -
Shugiin -
Shuriken -
Silver Pigeon -
Skymark Airlines -
Skynet Asia Airways -
Slag bij Midway -
Slag bij Sekigahara -
Sodegaura -
Soga -
sokoban -
Sony BMG -
Sony Corporation -
Sony Corporation, bezittingen -
Sony Ericsson -
Sony Pictures Classics -
Sony Pictures Entertainment -
Sony Pictures Home Entertainment -
Sony Pictures Studios -
Sony Pictures Television -
Sony Wonder -
Sony-Center -
Sōrintō -
Sota Hirayama -
Sōtō -
Speciale steden van Japan -
Spider-Man (tokusatsu) -
Spirited Away -
Station Sannomiya -
Straat Tsugaru -
Subaru Forester -
Subaru -
Subprefecturen van Hokkaido -
Subprefecturen van Japan -
Tetsuo Sugamata - 
Sugawara no Michizane -
Sugihara Chiune -
Mika Sugimoto (judoka) -
Sugiyama Ai -
Suizei -
Sumita (Iwate) -
Sumo -
Suntory Championship -
Super audio compact disc -
Super Big -
Super Sentai -
Susami -
Sushi -
Suzuki -
Suzuki Daichi -
Suzuki Hiromi

## T
Tachi -
Tachigata tōrō -
Taguchi Nobutaka -
Tahōtō -
Tai sabaki -
Taiji -
Taika-hervormingen -
Taikaperiode -
Taiyou Sentai Sun Vulcan -
Taiyuinbyo -
Takahashi Naoko -
Takauji Ashikaga -
Takaya Natsuki -
Takehara -
Tamagotchi -
Tanabe -
Hiromi Taniguchi -
Tano Koji -
Tashiro Masashi -
Tasōtō -
Tatami -
Tatami iwashi -
Tateyama -
Telefax -
Tejime -
Temari -
Tenji -
Tenmu -
Tennoji, Station -
Teriyaki -
Terumoto Mori -
Tetsubin -
Tezuka Osamu -
Thespakusatsu Gunma -
Thunderbirds 2086 -
Tō -
Tochigi (prefectuur) -
Toei (Aichi) -
Tōhoku (regio) -
Tojo Hideki -
Tōgata tōrō -
Tokai (regio) -
Tokaido-lijn -
Toki -
Tokio -
Tokio, Bombardement op -
Tokio, Proces van -
Tokio, 23 speciale wijken -
Tokugawa-shogunaat -
Tokusatsu -
Tokushima (prefectuur) -
Tokushima Vortis -
Tokusou Sentai Dekaranger -
FC Tokyo -
Tokyo Electric Power Company -
Tokyo Rose -
Tokyo Stock Exchange -
Tokio Tama Intercity Monorail -
Tokyo Verdy -
Tori -
Tōrō -
Toru Suzuki -
Toshogu -
Tottori (prefectuur) -
Tottori (stad) -
Toyama (stad) -
Toyama Yuzo -
Toyota Prius -
Toyota -
Tozai-lijn -
Tramsteden (lijst) -
TriStar Pictures -
Tsurigata tōrō

## U
Ubasute -
Udon - 
Ue wo muite arukō (Sukiyaki) -
Ueshiba Morihei -
Ueto Aya -
Uke -
Ukiyo-e -
Ukyo-ku -
umami -
Umeshu -
Unholy Grave -
Eenheid 731 -
Uragami Gyokudo -
Urata Kenjiro -
Usa (Oita) -
Utada Hikaru -
Unzen

## V
Ventforet Kofu -
VN -
Verdrag van Kyoto -
Vlag van Japan -
Vredesmonument in Hiroshima

## W
Wadaiko -
Wajinden -
Wakakusa -
Wakayama (prefectuur) -
Wakayama (stad) -
Wakizashi -
Walkman -
Wasabi -
WK voetbal (2002) -
West Japan Railway Company -
Wijk van Japan

## X
Xerox Supercup

## Y
Yaeyama-eilanden -
Yamagata (Gifu) -
Yamagata (prefectuur) -
Yamaguchi (prefectuur) -
Yamaguchi (stad) -
Tsutomu Yamaguchi -
Yamanaka Ino - 
Yamanashi (prefectuur) - 
Yamanote-lijn - 
Yamamoto Isoroku - 
Yanagida Takayoshi - 
Yamatoperiode - 
Yamazaki Masaaki - 
Yashiro Akio - 
Yatai - 
Yayoi (Oita) - 
Yayoiperiode - 
Yen - 
Yojijukugo -
YKK Groep - 
Yoko Ono - 
Yokoyama Mitsuteru - 
Yokohama - 
Yokohama FC - 
Yokohama F. Marinos - 
Yonaguni - 
Yu-Gi-Oh! (Duel Monsters) - 
Yu-Gi-Oh! GX - 
Yui - 
Yuichi Hosoda - 
Yukimigata tōrō - 
Yuki Yamada -
Yuzu

## Z
Zaibatsu -
Zelfverdedigingstroepen -
Zeebeving Sendai 2011 -
Zen -
Zenko-ji -
Zero -
Zesendertig gezichten op de berg Fuji -
Zori -
Zwemmen, Wereldkampioenschap 2001